# Карміна Сарматіка (альбом)
«Карміна Сарматіка» («Carmina Sarmatica») — перший музичний альбом гурту «Хорея Козацька», випущений у 2009 році. Назва латинською означає «сарматські пісні».

## Учасники запису

#### Основний склад гурту
- Тарас Компаніченко (кобза Вересая, старосвітська бандура, спів).
- Юрій Фединський (старосвітська бандура, кобза Вересая, басоля, морінхур, бубон, спів).
- Данило Перцов (лізард, корнет, джаламай, шалюмо, пандора, блокфлейти, спів).
- Северин Данилейко (басоля, спів).
- Сергій Охрімчук (скрипка, спів).
- Вадим «Ярема» Шевчук (колісна ліра, спів).

## Композиції
1. «С нами Бог» (невідомий автор, XVI ст.)
2. «Воскресни Боже» (невідомий автор, XVI ст.)
3. «Паска красная» (невідомий автор, XVI ст.)
4. «Занехай ти мене» (невідомий автор, XVII ст.)
5. «Адам і Ева» (невідомий автор, XVII ст.)
6. «Дума гетьмана Мазепи» (слова Івана Мазепи)
7. «Вірші на національний герб» (слова Григорія Граб'янки, музика Дмитра Туптала)
8. «Пийте, браття, попийте» (невідомий автор, XVII ст.)
9. «Ой, на горі вогонь горить» (невідомий автор, XVII ст.)
10. «Гомін, мати» (невідомий автор, XVII ст.)
11. «Марш Україна» (слова Івана Багряного, музика Григорія Китастого)